# Gathania Holmgren
Gathania Ariell Holmgren (mer känd under sitt artistnamn Gathania),  född 1 augusti 1986 i Stockholm, är en svensk sångare som deltog i Idol 2007.

## Karriär
Gathania Holmgren växte upp i Falsterbo. Vid 20 års ålder flyttade hon tillbaks till Stockholm och jobbade som servitris. Ungefär ett år senare ställde hon upp i Idol 2007 där hon tog sig vidare från audition till veckofinalerna under hösten 2007. Hon nådde veckofinalen där nio deltagare återstod. Efter Idol-äventyret kontaktades Gathania av managern Victoria Ekeberg som såg till att hon träffade dansmusikproducenten Jonas Von Der Burg som bland annat arbetat åt September. Detta blev startskottet för en solokarriär under artistnamnet Gathania.
Skivkontrakt har signerats med Lemon Records (i Polen), Ministry Of Sound:s “Hard2Beat” (i England, USA, Frankrike, Benelux och Kanada) och med EMI Music (i Skandinavien). Debutsingeln hette Get It Out och släpptes 11 februari 2009. Denna singel följdes upp av den framgångsrika Blame it on you som blev Veckans smash hit vecka 15 under år 2009 på nätradiostationen RadioSeven för att vecka 19, 20 och 21 därpå placera sig etta på stationens lyssnartopplista.

## Diskografi

### Singlar
- Get It Out – 2009 [3][4]
- Blame It On You – 2009 [5]
- Spinning – 2009 [6]

### Album
Ett debutalbum är utlovat, men hade per den 15 januari 2011 ännu inte släppts.

### Medverkan på andra album
- Walking on sunshine – finns med på Bästa från Idol 2007
- Get It Out - finns med på Absolute Kidz 26
- Blame It On You - finns med på Absolute Summer Hits 2009
- Spinning - finns med på Absolute Dance Winter 2010

## Privatliv
Gathania bor sedan en tid tillbaka i Johanneshov med sin sambo.